# Степанчуки
Степанчуки — обезлюдевший хутор в Старополтавском районе Волгоградской области, в составе Новоквасниковского сельского поселения.
Хутор расположен на левом берегу реки Еруслан в 6 км севернее районного центра села Старая Полтавка.

## История
Основан не позднее 1889 года. Хутор относился к Старополтавской волости. Согласно Списку населённых мест Самарской губернии 1910 года посёлок Степанчуков населяли бывшие государственные крестьяне, преимущественно малороссы, православные, всего 219 мужчин и 225 женщин. В посёлке имелась земская школа. Земельный надел составлял 1635 десятин удобной и 503 десятины неудобной земли
С 1922 года в составе Старополтавского кантона АССР немцев Поволжья.
28 августа 1941 года был издан Указ Президиума ВС СССР о переселении немцев, проживающих в районах Поволжья. Немецкое население АССР немцев Поволжья депортировано. Село в составе Старополтавского района отошло к Сталинградской области (с 1961 года - Волгоградской).

## Население
Динамика численности населения по годам:
| 1910 | 1987 | 2002 |
| ---- | ---- | ---- |
| 444  | ≈40  | 9    |

| 2010 |
| ---- |
| 0    |